# Balaustium murorum
Balaustium murorum is een mijtensoort uit de familie van de Erythraeidae. De wetenschappelijke naam van de soort is voor het eerst geldig gepubliceerd in 1804 door Hermann.